# Once Is Not Enough (pel·lícula)
Jacqueline Susann's Once Is Not Enough és una pel·lícula romàntica estatunidenca del 1975, dirigida per Guy Green, protagonitzada per Kirk Douglas, Alexis Smith, David Janssen, George Hamilton, Brenda Vaccaro, Melina Merkuri, i Deborah Raffin. Fou produïda per Howard W. Koch i escrita per Julius J. Epstein, basada en la novel·la de 1973 Once Is Not Enough de Jacqueline Susann.
Presentava el retorn d'Alexis Smith a la gran pantalla després d'una absència de 16 anys, i Brenda Vaccaro va ser nominada a l'Oscar a la millor actriu secundària i va guanyar el Globus d'Or a la millor actriu secundària pel seu paper de Linda Riggs.

## Argument
Mike Wayne és un productor de cinema de mitjana edat la carrera del qual es troba en temps difícils. Per molt que ho intenti, Mike ja no pot aconseguir un nou projecte de Hollywood.
Acostumat a un estil de vida fastuós, Mike ha mimat la seva filla, January, proporcionant-li una educació cara a Europa i tota la resta que els diners poden comprar. January adora el seu pare i torna amb ganes a Amèrica per tornar a estar amb ell.
Necessitat de capital, Mike es casa amb Deidre Milford Granger, una de les dones més riques del món. Ella ja ha passat per múltiples matrimonis i exigeix que les coses es facin a la seva manera. També té una aventura lesbiana en secret amb Karla. January està devastada per saber que Mike ara està casat amb aquesta dona grollera i arrogant.
Deidre intenta atraure January a una relació amb el seu cosí David Milford, un home faldiller que també sol sortir amb la seva. Finalment persuadeix a January perquè vagi a dormir amb ell, només per descobrir que és verge.
Sense saber què fer amb la seva vida, una vella amiga, Linda Riggs, ara editora d'una revista, li aconsella a January que escrigui un llibre. Linda gaudeix d'una vida d'esperit lliure amb molts amants i insta a January a fer el mateix. Però, en gran part, a causa del seu complex patern, January s'enamora d'un home molt més gran, Tom Colt, un novel·lista impotent i alcohòlic que és adversari del seu pare.
Mike està amargament molest per l'afer. Dona un cop de puny a Colt en trobar January en un bungalow de l'hotel de Beverly Hills amb ell. Mike ordena a la seva filla que escolliu entre ells, i Colt li dona el mateix ultimàtum. Ella tria el seu amant.
Les demandes i els insults de Deidre finalment esdevenen massa per a Mike, que vol el divorci. L'acorden de manera amistosa, però el seu avió s'estavella i tots dos moren. January dessolada es consola en Tom Colt, però ell es gira en contra d'ella, deixant-la seguir sola.
January s'assabenta que ha heretat 3 milions de dòlars de la pòlissa d'assegurança del seu pare per començar una nova vida per ella mateixa. Quan va a donar-li la bona notícia a la Linda, la troba enfadada i consternada perquè acaba de ser acomiadada de la seva feina després de tenir relacions sexuals amb el seu cap que la va utilitzar. En adonar-se que res és perfecte a la vida, ni tan sols a la seva manera, January es queda sola vagant per Manhattan a la foscor, però amb l'esperança que demà sigui un dia millor.

## Repartiment
- Kirk Douglas - Mike Wayne
- Alexis Smith - Deidre Milford Granger
- David Janssen - Tom Colt
- George Hamilton - David Milford
- Melina Mercouri - Karla
- Gary Conway - Hugh
- Brenda Vaccaro as Linda
- Deborah Raffin - January
- Leonard Sachs - Dr. Peterson
- John Roper - Franco
- Phil Foster - Taxista
- Lillian Randolph - Mabel

Malgrat només 14 segons de temps de pantalla, amb només dues línies ("Estàs borratxo borratxo! T'haurien pogut matar!"), l'actor Phil Foster està inclòs als crèdits inicials de la pel·lícula.

## Producció
Guy Green va ser contractat per dirigir la pel·lícula, segons un executiu de Paramount, perquè "podria donar-li classe". Green volia que Dick Van Dyke interpretés el paper de Mike Wayne. També volia acomiadar David Janssen durant els assajos i substituir-lo per Robert Shaw. Irving Mansfield va dir que Kirk Douglas i Janssen es van dirigir ells mateixos durant la pel·lícula.
El final es va fer més esperançador que a la novel·la font. La novel·la acaba amb January provant àcid i participant en una orgia. Aleshores va a la platja on al·lucina veure el seu pare i entra a l'oceà darrere d'ell, presumiblement ofegant-se.